# زخمه ساز (آلبوم)
زخمه ساز نام یک آلبوم موسیقی با آهنگسازی محمدرضا لطفی و با همکاری گروه بانوان شیدا می‌باشد،خواننده این اثر علیرضا فریدون‌پور است.(اجرا در دستگاه نوا)